# Stanislav Zippe
Stanislav Zippe (20. ledna 1943 Hořice – 12. ledna 2024 Praha) byl český výtvarník, malíř, sochař a jeden z předních představitelů kinetického umění v Česku.

## Biografie
Stanislav Zippe vystudoval Státní průmyslovou školu sochařskokamenickou v Hořicích (1957–1961). Zabýval se tvorbou plastik a instalací. Zároveň se zabýval malbou. Byl členem několika skupin zabývajících se uměleckou činností (Syntéza, Jiná geometrie, Nová geometrie,…). Žil a pracoval v Praze.

## Tvorba
V tvorbě se zabýval vytvářením světelně kinetických plastik a světelných prostorových instalací. A to především takových, které zvýrazňují relativnost prostoru. Mimo vytváření plastik a instalací, kterými se společně s dalšími členy skupiny Syntéza podílel na scénografii divadelních představení, se zabýval také malbou. Vytvářel například geometrické abstraktní obrazy, rozvíjející vztahy čtverců na ploše, vyvolávající dojem rozpadajícího se systému, apod.
Příklady tvorby
- 1962 – Struktura
- 1968 – Luminosférické variace (Umělý vesmír)
- 1968 – Proměny
- 1978 – Světelná instalace
- 2004 – Neklidné konstrukce

## Výstavy

### Autorské výstavy
- 1969/08/13 – 1969/09/14 Kinetické objekty, Galerie na Karlově náměstí, Praha
- 1978/09/12 – 1978/09/24 Světelné konstrukce, Divadlo v Nerudovce, Praha
- 1987/10/02 – 1987/10/31 Kresby, Galerie 55, Kladno
- 1990/09/10 – 1990/10/07 Obrazy, Art Galerie, Žďár nad Sázavou
- 1991/02/19 – 1991/03/17 Instalace, obrazy, projekty, Galerie Vincence Kramáře, Praha
- 1993/03/17 – 1993/04/25 Světelně prostorová instalace, Románské výstavní prostory, Praha
- 1994/03/08 – 1994/04/03 Současná tvorba, Dům umění města Brna, Galerie Jaroslava Krále, Brno
- 1994/09/01 – 1994/10/02 Subjective geometry, Středoevropská galerie a nakladatelství, Praha
- 1994/11/02 – 1994/11/26 Současná tvorba, Výstavní síň Emila Filly, Ústí nad Labem
- 1996/06/06 – 1996/09/01 Světelná pole, Staroměstská radnice, 2. patro, Praha
- 2002/09/19 – 2002/11/20 Relace, Galerie města Plzně, podzemí, Plzeň
- 2004/12/02 – 2005/01/05 Red green blue, Galerie Vysoké školy uměleckoprůmyslové, Praha

### Účast na výstavách
- 1967 Umělci k výročí Října, Bruselský pavilon, Praha
- 1968 Tvůrčí skupina Syntéza, Divadlo hudby, Praha
- 1989 Középnemzedék / Střední věk, Budapest Galéria Kiállitóháza, Budapešť (Budapest)
- 1990 90 autorů v roce '90, Palác kultury, Praha
- 1993 Minisalon, Musée des Beaux Arts, Mons (Belgie)
- 1994 Minisalon, Courtyard Gallery, New York, New York
- 2000 Klub konkretistů, České centrum (Tjeckiska centret), Stockholm

Podílel se na mnoha dalších výstavách v Česku i zahraničí.